# Energia a Suïssa

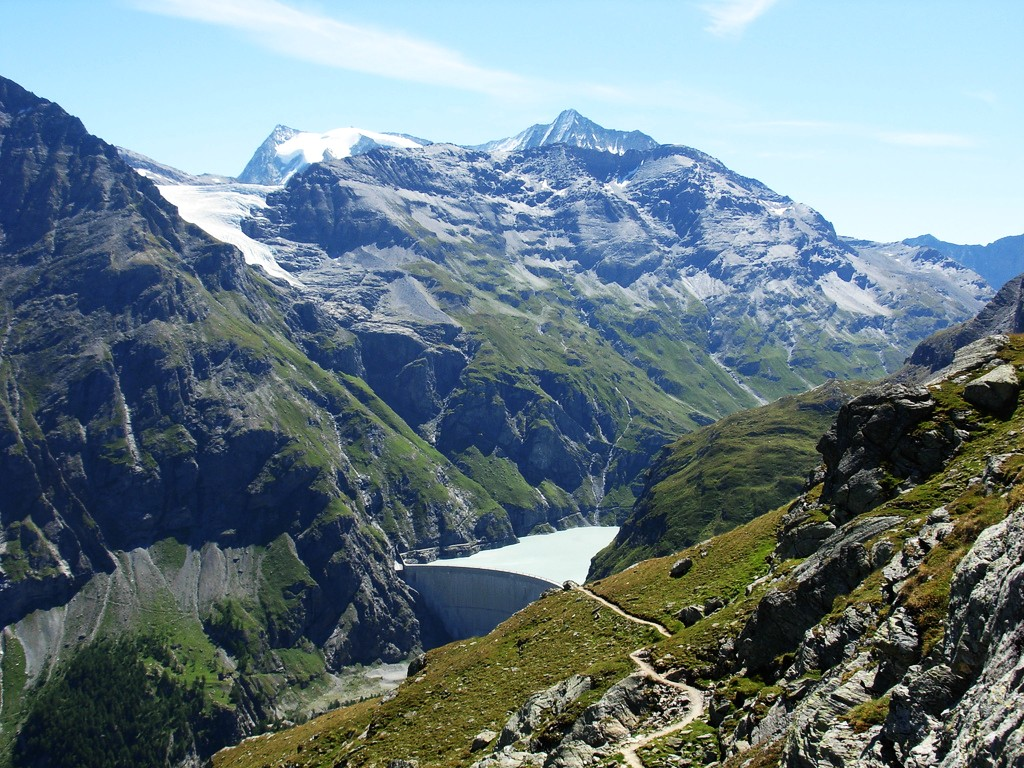
La central hidroelèctrica de Mauvoisin a Valais, Suïssa. Les centrals hidroelèctriques constitueixen la font més important d'energia a Suïssa.

El sector energètic suís és considerat per la seva estructura i importància el típic d'un país desenvolupat. Apart de la energia hidroelèctrica i la crema de llenya el país compta amb uns recursos energètics propis limitats: tant el petroli, com el gas natural, com el combustible nuclear són importats. Com a conseqüència l'any 2013 només el 22.6% del consum primari d'energia va ser produït amb recursos naturals del país.
El consum total anual d'energia a Suïssa ha augmentat pràcticament més del quíntuple del que era a principis del segle xx, passant de 170.000 a 896.000 terajoules per any. El sector que més energia consumeix és el del transport (sent el 35% del total el 2013). Aquest augment en el consum va tenir lloc en paral·lel amb el gran desenvolupament econòmic i demogràfic al país. Degut a l'alta liberalització del sector s'han aplicat polítiques federals que promouen cumplir els acords del Protocol de Kyoto a través d'un consum energètic més responsable i proliferació d'energies renovables.
Degut a l'alta capacitat de producció d'electricitat a través d'energia hidroelèctrica (59.6%) i nuclear (31.7%), a Suïssa les emissions per capita de CO₂ són un 28% inferiors a la mitjana de la Unió Europea, amb uns nivells semblants als de França.
Com a conseqüència de l'accident nuclear de Fukushima I el 2011, el 25 de març del mateix any el Consell Federal de Suïssa va aprovar un programa d'abandonament total de l'energia nuclear per l'any 2034.
L'Estratègia energètica 2050 que marca l'aplicació de les noves polítiques més sostenibles i no-nuclears va ser aprovada en referèndum el 2017 i implementada el 2018.

## Història
El sector energètic suís es va desenvolupar d'una forma similar al de la resta de països de la Unió Europea, exceptuant un lleu retard fins al 1850. Essencialment es pot dividir l'evolució històrica del sector energètic en tres períodes:
1. Primer període (fins a mitjans del s.XIX): una societat agrària, la seva principal font d'obtenció d'energia era la crema de llenya i la biomassa, tot i que posteriorment es va començar a utilitzar energia eolica i hidràulica, i des del segle xviii s'exploten les primeres reserves de carbó pròpies
2. Segon període (aproximadament 1850-1950): una societat industrial. Va augmentar significativament la importació de carbó ja que la crema d'aquest es va convertir en la principal font d'energia del país i les reserves naturals no podien cobrir-ne la demanda. També pren una major rellevància la energia hidroelèctrica.
3. Tercer període (1950-actualitat): una societat de consum. Desenvolupada a través de l'explotació del carbó, el petroli, el gas natural i per acabar, l'energia nuclear. Degut però a les crisis del petroli i la contaminació s'ha augmentat notablement l'ús d'energies renovables.

Cal destacar el fet que en els últims anys el creixement del sector ha derivat en un assoliment del 100% d'electrificació (produïda majoritàriament amb energia hidroelèctrica) de la xarxa ferroviària del país. Fet que ha fet que aquesta xarxa sigui de les menys contaminants de la Unió Europea.

### Estratègia energètica 2050
El 21 de maig de 2017, els votants suïssos van acceptar la nova llei d'energia que estableix la 'estratègia energètica 2050'. Els objectius de l'estratègia 2050 són els següents:
- Reduir el consum d'energia,
- Augmentar l'eficàcia energètica
- Promoure l'ús d'energies renovables (hidràulica, solar, eòlica, geotèrmica i combustibles de biomassa).

La llei d'Energia de 2006 prohibeix la construcció de noves centrals nuclears a Suïssa.

## Estadístiques
A continuació es mostra en la següent taula per anys el nombre d'habitants per país, el consum d'energia total, el percentatge produït, l'importat i la quantitat de CO₂ generat:
| Any               | Població (milions) | Consum (TWh) | Producció (TWh) | Importació (TWh) | CO2-emissió (Mt) |
| ----------------- | ------------------ | ------------ | --------------- | ---------------- | ---------------- |
| 2004              | 7.48               | 316          | 137             | 179              | 44.6             |
| 2007              | 7.51               | 299          | 147             | 164              | 42.2             |
| 2008              | 7.71               | 311          | 148             | 180              | 43.7             |
| 2009              | 7.80               | 313          | 149             | 182              | 42.4             |
| 2012              | 7.87               | 295          | 143             | 167              | 39.9             |
| 2013              | 8.09               | 311          | 151             | 177              | 41.5             |
| Canvi 2004-09     | 4.3%               | -0.7%        | 8.0%            | 1.9%             | -4.8%            |
| Mtoe = 11.63 TWh. |                    |              |                 |                  |                  |

La fila Canvi 2004-09 permet observar la tendència de creixement del sector energètic suís acord amb el creixement demogràfic del país. Per molt que en aquests cinc anys la població augmentés el consum va disminuir, mentres que la producció d'energia al país va créixer molt més que l'energia importada, però tot i així la generació de CO₂ va disminuir notablement.

## Energia renovable a Suïssa
El govern suís va marcar l'objectiu que l'any 2020 l'ús de combustibles fòssils en la producció d'electricitat al país es reduís al 20%. La majoria d'electricitat generada al propi país prové de centrals hidroelèctriques i de biomassa. Tot i així aquesta producció pròpia només respon a un 15% del total, sent el 85% restant importat i derivat d'energia nuclear i crema de combustibles fòssils.

### Energia hidroelèctrica
A la dècada del 1970 s'estima que la producció d'energia hidroelèctrica responia al 90% del consum domèstic total del país. Però per l'any 1985 aquesta xifra va disminuir fins al 60%, degut a les indicacions del govern suís d'obrir més centrals nuclears. Avui dia la xifra és de 56%. Tot i així la energia hidroelèctrica segueix sent la major font d'energia renovable del país.
El govern en diverses ocasions a finançat a empreses hidroelèctriques del país. Però aquestes accions han sigut amplament criticades per sectors que han indicat la falta d'independècia política d'aquestes institucions (tant cantonals com federals), ja que diversos membres electes d'aquests organismes estan connectats o formen part de la indústria hidroelèctrica.

### Energia eòlica
S'ha marcat l'objectiu que l'any 2030 la producció d'energia eòlica al país sigui de 600 GWh (<0.2% del total anual).
Aquesta tipologia d'energia no està massa desenvolupada al país degut a la falta de terrenys que compleixin les condicions físiques per poder acollir un parc eòlic. Tot i així s'ha especulat amb la construcció de parcs eòlics en alguns dels principals llacs del país, on si que es podrien cobrir amples àrees de terreny i no trobar-se massa a prop de muntanyes que reduirien la força del vent. Un exemple seria el Llac Léman, a Ginebra.

### Energia solar
L'energia solar a Suïssa actualment representa un total del 0.04% de la producció total. Avui dia el cost de construir instal·lacions solars és molt més car comparat amb altres fonts d'energia, com la hidroelèctrica. Però el govern nacional ha expressat que a mesura que el cost d'aquesta energia disminueixi, la inversió en aquesta al país anirà augmentant. També s'estan fent polítiques que promouen l'atracció i la competitivitat de l'energia solar.

## Electricitat
El consum d'electricitat per capita de Suïssa és lleugerament més elevat que el dels seus països veïns.
Producció d'electricitat per classes (2008):
- Centrals hidroelèctriques: 56%
- Centrals nuclears: 39%
- Centrals tèrmiques i centrals elèctriques: 5%

La Oficina Federal Suïssa d'Energia (SFOE) i el Departament Federal de Comunicacions, Energia, Medi Ambient i Transport (DETEC) van llençar el programa SwissEnergy. L'objectiu d'aquest programa és promoure un ús eficient, adequat i sostenible de l'electricitat i apostar per l'ús d'energies renovables. El programa conta amb el suport d'organismes tant municipals, com cantonals com federals.
L'any 2011 el Consell Energètic Mundial associat amb Oliver Wyman va publicar un informe que avaluava les polítiques climàtiques i energètiques, categoritzant el seu rendiment, aplicació, implementació i manteniment a través d'ún índex de sostenibilitat. Segons l'informe els països que tenien les millors polítiques climàtiques i energètiques eren França, Suècia i Suïssa.

### Emissions de diòxid de carboni
L'any 2009 es va publicar un estudi que va revelar que les emissions de diòxid de carboni causades pel consum d'electricitat (5.7 milions de tones) és set cops superiorm al total de les emissions generades en la producció d'energia dins del país (0.8 milions de tones).
L'estudi també va demostrar que Suïssa produeix una quantitat d'energia (64.6TWh) similar a la que consumeix (63.7TWh). El país exporta 7.6TWh d'electricitat i n'importa 6.8TWh; però en termes d'emissions de CO₂ Suïssa exporta energia "neta" generant 0.1 milions de tones de CO₂ i importa energia "bruta" la producció de la qual ha generat 5 milions de tones de CO2.
L'electricitat que es produeix a Suïssa genera aproximadament 14 grams de CO₂ per quilowatt hora. En canvi, l'energia que es consumeix a Suïssa genera aproximadament 100 grams de CO₂ per quilowatt hora.